# Козленок, Андрей Борисович
Андре́й Бори́сович Козлено́к — советский и российский предприниматель, соучредитель компании Golden ADA, Inc, более известный как фигурант по уголовному делу по факту мошенничества с алмазами и драгоценными металлами в России и США.

## Биография
Андрей Козленок родился 26 октября 1959 года. Окончил Московский государственный институт народного хозяйства им. Г. В. Плеханова. Защитил кандидатскую диссертацию. На этом его научная деятельность заканчивается. Работал главным бухгалтером в МНТК «Микрохирургия глаза». С 1988 года работал генеральным директором в СП «Совкуйвейт инжиниринг».
По данным В. Стрелецкого, СП вело финансовую деятельность хозрасчётного объединения по автотранспортному обслуживанию иностранцев, созданного при УГАИ г. Москвы в 1990 году. По некоторым данным, в конце 1980-х годов Козленок торговал в Москве противогазами, а его будущие компаньоны — братья Давид и Ашот Шегиряны — зарабатывали на жизни покраской бордюров в Сан-Франциско.
Один из учредителей компании Golden ADA, Inc. В апреле 1993 года Golden ADA, Inc заключила с Роскомдрагметом договор, на основании которого Роскомдрагмет в мае-июне 1993 года без всяких обязательств и гарантий со стороны Golden ADA, Inc произвёл отгрузку в её адрес ценностей из Гохрана (бриллианты, изделия из золота и серебра, золотые монеты) на сумму 94,6 млн долларов США. По данным следствия по делу, эти средства были похищены.
Проект, в котором участвовала компания «Голден АДА», некогда считался важной вехой в российско-американских отношениях. Благодаря ему Россия получила бы рынок сбыта для своих алмазов, а американский город Сан-Франциско стал бы новым крупным центром гранильной промышленности.
В феврале 1994 года компания передала в дар городской полиции военно-транспортный вертолёт «Ка-32» с условием, что иногда будет использовать его для перевозки партий сибирских алмазов на своё предприятие. Руководству компании был устроен пышный приём, на котором присутствовал мэр Сан-Франциско Фрэнк Джордан, начальник городской полиции, руководство крупнейших городских компаний и представители властных структур штата. Под свою фабрику «Голден АДА» выкупила большое здание в Сан-Франциско и перевезла туда множество российских специалистов по огранке.
На фабрику стали приходить огромные партии драгоценностей, сопровождаемые сотрудниками фельдсвязи: сибирские алмазы на сумму порядка 20 миллионов долларов, серебряные и золотые изделия, редкие драгоценные монеты, драгоценные камни.
Подобная деятельность заинтересовала спецслужбы Соединённых Штатов Америки. По документам всё было абсолютно законно, так как само Правительство Российской Федерации добровольно решило передать все вышеуказанные ценности на общую сумму в 90 миллионов долларов «Голден АДА» для использования их в качестве залога в надежде получить 500-миллионный долларовый кредит в «Bank of America». Получив этот кредит, фирма вышла бы на мировой рынок, чтобы в дальнейшем действовать во благо России. Тем не менее, кредитная линия так и не была открыта. На эти деньги Козленок покупал роскошные автомобили, катера, яхты, поместья в районе озера Тахо.
Параллельно Козленок и Шегиряны обросли важными политическими связями. Среди этих связей: юридическим консультантом фирмы был штатный сенатор Квентин Копп, признавший впоследствии, что он получил от неё 10 тысяч долларов, начальником службы безопасности — глава городской комиссии по паркам и отдыху Джек Иммендорф. 25 тысяч долларов из средств «Голден АДА» были потрачены на провалившуюся кампанию кандидата на пост губернатора штата Катлин Браун.
Когда деньги у руководства фирмы закончились, снова начались большие поставки, на сей раз необработанных алмазов, которые Козленок и Шегиряны перепродали в Южную Африку. Вырученные за эти камни 77 миллионов долларов в российскую казну также не попали, а осели в кассе бельгийского филиала «Голден АДА».
В начале 1994 года было возбуждено уголовное дело против российского партнёра Козленка, после чего был установлен факт авантюры «Голден АДА». Через год было возбуждено уголовное дело против главы Роскомдрагмета Евгения Бычкова, ещё через год ему было предъявлено обвинение и произведёны обыски у него в кабинете и на даче.
К 1996 году имущество компании «Голден АДА» было арестовано американскими налоговыми службами, а руководители компании скрылись. Следственную бригаду по делу «Голден АДА» возглавил следователь Генеральной Прокуратуры РФ Руслан Тамаев.
2 апреля 1997 года в лондонском аэропорту Хитроу был задержан гражданин Доминиканской республики Мартин Эш, оказавшийся Ашотом Шегиряном, при личном досмотре у него были обнаружены алмазы на сумму в несколько десятков тысяч долларов. Из Великобритании Шагирян был депортирован в США, где проживал на собственной вилле под домашним арестом.
В октябре 1997 года, чтобы допросить Шегиряна, в Калифорнию прибыли российские следователи, однако американские правоохранительные органы заявили тем, что они не могут предоставить для его допроса ни одного помещения. В российском консульстве Шегирян отказался встречаться, опасаясь, что там его «повяжут и увезут». В итоге допрос прошёл в рабочем кабинете, предоставленном бывшим гражданином СССР Гарри Орбеляном, отцом известного российского дирижёра. В ходе допроса российские следователи предъявили Ашоту Шегиряну официальное обвинение в мошенничестве.
Козленок тем времени с сентября 1995 года по начало 1997 года проживал по поддельному греческому паспорту в Бельгии, где занимался бизнесом. Лишь когда Тамаев нанёс визит в Бельгию, Козленок был арестован, но вскоре выпущен под залог, после чего попытался скрыться в Греции. В середине июня 1998 года Козленок был депортирован в Россию. Во время его транспортировки в самолёте произошёл курьёзный инцидент: ребёнок одного из пассажиров достал игрушечный пистолет с лазерным прицелом и направил его на Козленка, который, испугавшись, упал на пол.

## А. Б. Козленок и В. С. Черномырдин
В прессе делались намёки, что В. С. Черномырдин, бывший в то время Председателем Правительства РФ, был, по крайней мере, в курсе «алмазной аферы» или даже отдавал распоряжение о выдаче МК Голден АДА драгоценностей из Гохрана.
В 1998 году, уже после своей отставки, Черномырдин, находясь в Оренбурге, довольно бурно отреагировал на эти обвинения: «Ни козлёнков, ни козлов я не знаю и знать не хочу! Ко мне, как и к любому руководителю, можно отнести всё, что делалось и делается в государстве. Но если кто-то попытается куда-то пристегнуть Черномырдина — бесполезно. Сколько я работал, столько и был под колпаком разных проверок, видимых и невидимых… В России меня никем не запугать — ни козлом, ни козлёнком. Я не из пугливых. А если кто-то попытается, так сразу в зубы получит. И как следует. Уж это я умею делать — я здесь профессионал».
В 2000 году Черномырдин дал в Московском городском суде показания по делу о хищении драгоценностей, заявив, что «не имел никакого отношения к решениям, принятым бывшим вице-премьером РФ Борисом Фёдоровым, и узнал о них позднее».

## Уголовное преследование
В 1996 году в Мещанский суд Москвы был доставлен друг Козлёнка - Сергей Довбыш, руководивший московским филиалом «Голден АДА». Когда конвойные ненадолго оставили его одного, тот повесился.
Из письма Генерального прокурора Ю. Скуратова в Государственную думу (март 1996 года):

В декабре 1993 года по согласованию с Бычковым Е. М., Козленок А. Б. организовал в России АОЗТ Звезда Урала со 100 % иностранным капиталом фирмы МК Голден АДА, Инк. При этом Козленок А. Б. и Бычков Е. М. намеревались переправить крупную партию алмазов в адрес МК Голден АДА, Инк через фирму Звезда Урала, так как прямая продажа алмазов из России в США была ограничена договором между Россией и фирмой Де Бирс.
Против Козленка было возбуждёно уголовное дело по ст. 147 ч. 3 УК РСФСР (мошенничество). Козлёнок был объявлен в международный розыск. В Бельгии был допрошен российскими следователями, но из-за отсутствия договора между Россией и Бельгией не был выдан российским властям.
В России Козлёнка посадили в четвёртый спецблок Матросской тишины. Козлёнок отказался давать показания, а на случай своего физического устранения подстраховался, заявив через адвоката, что «сводить счёты с жизнью в камере не собирается». В июне 1998 года против Козлёнка дал показания судье верховного суда Лос-Анджелеса его бывший компаньон Андрей Чернухин (помощник бывшего вице-премьера России Юрия Ярова), где он прямо обвинил Козлёнка в «преступном поведении» и отрицал, что Козлёнок являлся простым исполнителем чужой воли. На допросах Козлёнок неоднократно утверждал, что средства «Голден АДА» частично использовались для избирательной президентской кампании Ельцина в 1996 году, а часть средств была перечислена в Фонд президентских программ. По словам Козленка, немалые суммы были перечислены в фонд «Победа», курировавшийся Главным управлением охраны, возглавляемым в то время Александром Коржаковым.
2 ноября 1999 дело Golden ADA было передано в суд. В апреле 2001 года прокурор потребовал признать Козлёнка виновным в мошенничестве и приговорить его к 6 годам лишения свободы. 17 мая 2001 Козлёнок был приговорён к шести годам лишения свободы. 14 ноября 2001 г. Верховный суд смягчил приговор Козленку с 6 до 4 лет лишения свободы. Суд исключил из обвинения один эпизод хищения денежных средств на сумму 384 тыс. рублей. 8 января 2002 года Козлёнок вышел на свободу, отбыв наказание, назначенное ему по приговору суда. После освобождения из-под стражи, Козленок, опасаясь дальнейшего уголовного преследования, покинул территорию Российской Федерации, перебравшись на Украину в город Мукачево, где и проживал все последующие годы, сменив свою фамилию на фамилию супруги после заключения 3-го брака - Тимофеев.
17 января 2002 г. в Антверпене начался уголовный процесс в отношении Козленка и ряда граждан Бельгии по обвинению в подлоге документов и продаже похищенного товара — алмазов и других ценностей.

## Семейное положение
Был женат на дочери первого секретаря райкома партии Тушинского района г. Москвы.
От второго брака с Козленок (Чубаровой) Ириной Степановной (08.11.1957 — 13.12.2004) имеет сына Алексея (род.14.02.1985 г.), постоянно проживающего в США.
От третьего брака — дочь Марию и сына Ивана.